# 阿科达
阿科达（Akoda），是印度中央邦Bhind县的一个城镇。总人口11034（2001年）。

## 人口
该地2001年总人口11034人，其中男性6073人，女性4961人；0—6岁人口1957人，其中男1040人，女917人；识字率56.05%，其中男性为67.56%，女性为41.97%。